# グレゴリオス・パラマス
グレゴリオス・パラマス（1296年 - 1359年）は小アジア出身のギリシアの神学者、アトス山の修道士、のちにテッサロニキの大主教を務めた、正教会の聖人。

## 来歴
中世正教神学の主流となった静寂主義（ヘシカズム/イシハズモス）の提唱者であり、かつ静寂主義を代表する理論家である。中世の正教会における理論家として最も重視される。正教会では聖人とされる。なお日本ハリストス正教会ではグレゴリイ・パラマと呼ぶ。
イタリア生まれのギリシャ人修道者、カラブリアのバルラアム（1290頃 - 1348年）の唱えた「恩寵は神によって作られた」とする説に対して、被造の恩寵は人間から非被造の神への媒介となりえないと論駁し、恩寵の非被造性を説いた。グレゴリオス（1296頃 - 1359年）は、正教の教義を保持し、人は神をその本質においては知ることが出来ないが、その働き（エネルゲイア）において、すなわち神は何をなすかを知ることができる、ゆえに神が自らを人性において表し、このことを人が知りうるのであると説く。この立論においてグレゴリオスは大きくカッパドキア三教父に依拠している。
グレゴリオスはさらにタボル山におけるキリストの変容に論を及ぼし、ペトロ、ヤコブ、ヨハネが目撃した変容とは、神の創造されざる光の目撃であるとする。そして確実な霊的教導と、集中した、しかし単に機械的な仕方ではない祈りによってでなければ、この創造されざる光の目的は他の者にはあたえられ得ないとした。
グレゴリオス・パラマスの著作の一部は、『フィロカリア』に収録されている。
正教会では大斎第二主日をグレゴリオス・パラマスの記憶に充て、（日本ハリストス正教会では）「グレゴリイ・パラマの主日」と呼ぶ。他に11月27日（ユリウス暦11月14日）にもグリゴリイ・パラマが記憶される。

## 主な著作
- 『聖なるヘシュカスト（静寂主義者）のための弁護』（別名『三部作』） 
  - 『中世思想原典集成<3> 後期ギリシア教父・ビザンティン思想』平凡社。大森正樹 訳・解説（部分訳）
  - 『東方教会の精髄　人間の神化論攷　聖なるヘシュカストたちのための弁護』知泉学術叢書・知泉書館、2018年。大森正樹 訳・解説
- 『講話集』 
  - 『中世思想原典集成<3> 後期ギリシア教父・ビザンティン思想』 - 講話第34と第35を所収。同上
- 『対話篇』